# Biblioteca nacional de Tailandia
La Biblioteca nacional de Tailandia (en tailandés: หอสมุดแห่งชาต) es el depósito legal y la biblioteca con derechos de autor para Tailandia. Fue creada en 1905, tras la fusión de las tres preexistentes bibliotecas reales. Opera bajo la jurisdicción del Departamento de Bellas Artes del Ministerio de Cultura y está ubicada en Bangkok. La biblioteca tiene como objetivo ser un completo de alta tecnología nacional de los recursos del patrimonio intelectual, sirviendo a todas las personas guiadas por el liderazgo profesional de la biblioteca. 